# Maria Kristin Yulianti
Maria Kristin Yulianti (Tuban, 25 de junho de 1985) é uma jogadora de badminton indonésia. medalhista olímpica.

## Carreira
Maria Kristin Yulianti representou seu país nos Jogos Olímpicos de Verão de 2008 conquistando a medalha de bronze, no individual feminino.